# NGC 2958
NGC 2958 est une galaxie spirale située dans la constellation du Lion. NGC 2958 a été découverte par l'astronome français Édouard Stephan en 1877.

## Caractéristiques
La classe de luminosité de NGC 2958 est II-III et elle présente une large raie HI.

### Distance
Sa vitesse par rapport au fond diffus cosmologique est de 6 969 ± 23 km/s, ce qui correspond à une distance de Hubble de 102,8 ± 7,2 Mpc (∼335 millions d'al).
À ce jour, trois mesures non basées sur le décalage vers le rouge (redshift) donnent une distance de 106,333 ± 2,309 Mpc (∼347 millions d'al), ce qui est à l'intérieur des valeurs de la distance de Hubble.
Selon la base de données Simbad, NGC 2958 est une radiogalaxie.

## Paire de galaxies
NGC 2958 et IC 555 forment une paire de galaxies.

## Supernova
La supernova SN 2000I a été découverte dans NGC 2958 le 4 janvier 2000 par l'astronome amateur américain Tim Puckett et un certain D. George. Cette supernova était de type II.